# Maurawan
Maurawan è una suddivisione dell'India, classificata come nagar panchayat, di 14.116 abitanti, situata nel distretto di Unnao, nello stato federato dell'Uttar Pradesh. In base al numero di abitanti la città rientra nella classe IV (da 10.000 a 19.999 persone).

## Geografia fisica
La città è situata a 26° 25' 60 N e 80° 52' 60 E e ha un'altitudine di 120 m s.l.m..

## Società

### Evoluzione demografica
Al censimento del 2001 la popolazione di Maurawan assommava a 14.116 persone, delle quali 7.381 maschi e 6.735 femmine. I bambini di età inferiore o uguale ai sei anni assommavano a 2.080, dei quali 1.089 maschi e 991 femmine. Infine, coloro che erano in grado di saper almeno leggere e scrivere erano 6.929, dei quali 4.070 maschi e 2.859 femmine.